# Kiva (organização)
Kiva (da palavra swahili "acordo" ou "unidade") é uma organização que permite o empréstimo de pequenas quantidades, o microcrédito (geralmente múltiplos de 25 dólares americanos) através da Internet para pequenos negócios ou iniciativas no chamado Terceiro mundo.  É uma instituição não-lucrativa com sede em São Francisco, que vive de doações e parcerias com grandes empresas (Youtube, Google, etc.) e outras instituições, sendo intermediária na concessão do microcrédito.
A Kiva recebeu grande impulso quando surgiu em 2006 na Clinton Global Initiative e no programa de TV de Oprah, e em 2007 no Los Angeles Times
À data de 7 de novembro de 2007, a Kiva tinha $14 298 985 USD em empréstimos de 141 106 emprestadores. Um total de  22 002 empréstimos tinham sido apoiado. A média por empréstimo é de $630.19 USD